# Vendotaeniales
Vendotaeniales, fosilni biljni red, dio razreda Vendophyceae. Opisan je 1986. Pripadnost diviziji još nije ustanovljena.
Sastoji se od pet vrsta unutar dvije porodice (jedna imenovana + incertae sedis s rodom Dvinia)

## Porodice
1. Vendotaeniaceae (4 ssp.)
2. Vendotaeniales familia incertae sedis (1 sp.)